# Let's Dance (musikalbum)
Let's Dance är David Bowies femtonde studioalbum, utgivet den 14 april 1983. Albumet utgavs som LP, kassett, CD och bildskiva.

## Låtlista
Alla låtar är skrivna av David Bowie, där intet annat anges.
| 1. | Modern Love | 4:46 |
| 2. | China Girl  | 5:32 |
| 3. | Let's Dance | 7:37 |
| 4. | Without You | 3:08 |

| 1.           | Ricochet                      | 5:14  |
| 2.           | Criminal World                | 4:25  |
| 3.           | Cat People (Putting Out Fire) | 5:09  |
| 4.           | Shake It                      | 3:49  |
| Total längd: | Total längd:                  | 39:41 |

## Nyutgåvor
Let's Dance har återutgivits på cd två gånger. Först av Virgin Records 1995 med "Under Pressure" som bonusspår och sedan av EMI 1999 utan bonusspår.

## Medverkande
- David Bowie – sång
- Carmine Rojas – basgitarr
- Omar Hakim – trummor
- Tony Thompson – trummor
- Nile Rodgers – gitarr
- Stevie Ray Vaughan – gitarr
- Bob Sabino – keyboards
- Mac Gollehon – trumpet
- Robert Arron – flöjt
- Stan Harrison – flöjt
- Steve Ellson – flöjt
- Sammy Figuroa – trummor
- Bernard Edwards – basgitarr
- George Simms & Frank Simms – sång